# René-Paul Savary
Pour les articles homonymes, voir Savary.
René-Paul Savary, né le 3 janvier 1953 à Alger, est un homme politique français. Membre du parti Les Républicains, il est sénateur de la Marne de 2011 à 2023.

## Parcours politique
Médecin généraliste, René-Paul Savary est élu conseiller général du canton de Sézanne pour la première fois en 1985. Il est réélu à ce poste en 1992, en 1998 et 2004. Conseiller municipal de Sézanne entre 1983 et 1995, il est élu président du conseil général de la Marne en juillet 2003. Il succède ainsi à Albert Vecten (UDF), connu pour avoir fait bénéficier la Marne d'un coût particulièrement bas du cheval fiscal, ce qui entraîna à partir de 1996 et jusqu'en 1999 une vague nationale d'immatriculations de véhicule dans la Marne, qui devint un département particulièrement prospère, qui ne se représentait pas.
Le 21 mars 2008, il est réélu président du conseil général à l'issue d'un scrutin serré. Il se retrouve distancé au premier tour par le candidat socialiste Jean-Claude Laval, conseil général de Reims-9, qui récolte 17 voix mais également par le député Nouveau Centre Charles de Courson, qui obtient quant à lui 14 voix. René-Paul Savary n'est soutenu que par 12 conseillers généraux ; il y a un bulletin nul. Pour éviter la confusion, Jean-Claude Laval se retire pour le second tour. Les conseillers de gauche choisissent majoritairement d'appuyer Savary qui obtient cette fois 21 voix contre 14. Au troisième tour, il est finalement réélu à la tête du conseil général avec 22 voix, contre 17 à Courson.
Aux élections cantonales de 2011, il obtient la majorité absolue dès le premier tour avec 1 790 voix et 57,13 %. Cependant, avec une participation inférieure à 42 %, il échoue à obtenir les 25 % des inscrits nécessaires pour l'emporter au premier tour. Au second tour, il bat largement le candidat du Front national avec 72,64 % et 2 227 voix. Après l'annonce de Charles de Courson de ne pas se présenter, ayant réussi à trouver un accord « des deux groupes de la majorité départementale pour la mandature », René-Paul Savary se retrouve seul face à Jean-Pierre Bouquet pour l'élection à la présidence du conseil général. Néanmoins, il n'obtient que 20 voix au premier tour, contre 17 au chef de file du PS, alors que la majorité absolue est de 23 voix. La raison est la présence de six bulletins blancs et d'un nul. Au second tour, il échoue à une voix de la majorité. Ce n'est donc qu'au troisième tour de scrutin qu'il est réélu président du conseil général, avec 23 voix, contre à nouveau 17 aux socialistes, deux bulletins blancs et deux votes nuls,.
En septembre 2011, il se porte candidat aux élections sénatoriales sur un « ticket » de la majorité avec deux sénateurs centristes sortants : Yves Détraigne et Françoise Férat. Malgré la réélection de ces derniers au premier tour, René-Paul Savary doit attendre le second tour pour battre avec 54,6 % des suffrages (770 voix) Jean-Pierre Bouquet (630 voix) et Pascal Erre (9 voix).
En mars 2015, René-Paul Savary se représente dans le nouveau canton de Sézanne-Brie et Champagne en binôme avec Danielle Bérat. Au premier tour, ils rassemblent 50,14 % des suffrages exprimés (mais moins de 25 % des électeurs inscrits) devant les binômes du Front national (36,88 %) et du Front de gauche (12,98 %),. Au second tour, ils sont élus avec 62,62 % des voix face aux candidats FN. Le 2 avril, il est réélu pour un quatrième mandat à la présidence du conseil départemental. Avec 34 votes en sa faveur sur 45 votants, il devance les candidats du PS Dominique Levêque (9 voix) et du FN Edith Erre (2 voix),.
Le 2 février 2016, l'émission Cash investigation d’Élise Lucet le montre participant, avec quelques autres élus, à un déjeuner avec Syngenta, une multinationale de l’agrochimie qui fabrique des pesticides utilisés dans l’agriculture – un déjeuner de travail organisé par le Club de l'Europe, argue-t-il après la diffusion de l'émission.
Il soutient Nicolas Sarkozy pour la primaire présidentielle des Républicains de 2016.
Lors des élections sénatoriales de 2017, René-Paul Savary est réélu pour un nouveau mandat. La liste d'union de la droite et du centre à la tête de laquelle il est, remporte les trois sièges du département de la Marne, en rassemblant 54,18 % des suffrages,.
Le 30 mai 2023, il annonce qu'il ne sera pas candidat aux élections sénatoriales de septembre 2023. 

## Activités parlementaires
Il est à l'initiative en novembre 2021 d'un amendement approuvé par le Sénat visant à un report rapide de l'âge légal de la retraite de 62 à 64 ans,.

## Décoration
- Médaille d'honneur de la santé et des affaires sociales, bronze (2012)[24]